# Abandonia
Abandonia je web stranica koja sadrži napušteni softver (abandonware) s glavnim ciljem da prikupi i sačuva stare računalne igre sačinjene za MS-DOS sustav.
Abandonia također sadrži posebnu sekciju s glazbom iz starih kompjutorskih igara i zasebnu Listu napuštenih softvera koja trenutno sadrži više od 4600 igara. Uz svaku igru dani su podaci o njenom izdavaču, datumu objavljivanja i trenutnom statusu, odnosno je li igra još u prodaji, je li zaštićena, ili je napuštena od izdavača i kreatora.
Abandonia Reloaded je sestrinski projekt Abandonije, usredotočen na igre čija je osnova slobodni softver (freeware).
Sve prikazane igre su popraćene slikama i recenzijama. Kao neprofitne stranice i Abandonia i Abandonia Reloaded su projekti koje održavaju volonterskim radom članovi okupljeni oko samih stranica.
Obje stranice nude vrednovanje igara, gdje ocjenu ne daje samo recenzent, nego o njima glasaju i posjetitelji.

## Povijest
Abandoniju je zamislio i kreirao Hrvat Kosta Krauth i objavio ju 21. lipnja 1999. U to vrijeme stranica je nudila ilegalne sadržaje s popularnim igrama poput Monkey Island ili Doom, koje su tada još bile u prodaji. Veliki skok u popularnosti stranica je ostvarila tijekom 2003. i 2004. godine kada je otvoreno raspravište i novi sadržaji dodavani skoro svakodnevno, a pažnja je usredotočena samo na one igre koje je dozvoljeno presnimavati.
U razvoj stranice se se uključili članovi iz cijelog svijeta, uključujući Belgiju, Nizozemsku, Njemačku, Norvešku, Poljsku itd. Trenutno je Abandonia uz osnovni Engleski prevedena na Njemački, Španjolski, Francuski, Nizozemski, Portugalski, Švedski, Talijanski, Danski, Poljski, Norveški, Slovenski, Islandski, Slovački, Rumunjski i naravno Hrvatski jezik. Prijevodi se pripremaju i za neke druge jezike.

## Softver koji nudi Abandonia
Abandonia daje jednu od najjasnijih i najstrožih definicija napuštenih softvera. Da bi se softver mogao smatrati napuštenim, pa dakle bio dodan na stranicu, treba zadovoljiti određene kriterije.
- Izdavač je prestao s distribucijom neke igre i ne može je se naći kod nekog ovlaštenog prodavača.
- Podrška igri je prestala kako od izdavača, tako i od proizvođača.
- Igra nije pod aktivnom paskom neke agencije za zaštitu prava kopiranja, niti pod izravnom zaštitom vlasnika tog prava.

## Abandonia Reloaded
Abandonia Reloaded je sestrinski projekt Abandonije, usredotočen na igre čija je osnova slobodni softver. Kreirali su ga i objavili 07. svibnja 2005. Kosta Krauth, Monica Schoenthaler, Maikel Kersbergen & Tom Henrik Aaberg. Stranicu stvara i održava mnoštvo članova zajednice, od kojih je većina prethodno bila angažirana na izvornoj Abandonia stranici.

### Povijest
Ideja za stranicu Abandonia Reloaded je došla tijekom 2004. godine od Koste Krautha potaknuta željom da se razdvoji nezavisno proizvedene freeware igre od onih koje su u statusu abandonware igara.
Igre sakupljene na stranici su ili starije komercijalne igre koje je sam izdavač oslobodio zaštite od kopiranja, ili novonastale igre bez takve zaštite, uglavnom stvorene od nezavisnih autora.

## Vanjske poveznice
- Abandonia - Službena stranica
- Abandonia Reloaded – Sestrinski projekt
- Arhiva članaka koji se odnose na Abandoniju  Arhivirana inačica izvorne stranice od 9. listopada 2007. (Wayback Machine)